# Djúpifjörður
Djúpifjörður är en fjord i republiken Island.   Den ligger i regionen Västfjordarna, i den västra delen av landet, 160 km norr om huvudstaden Reykjavík.